# Anta von Pera do Moço

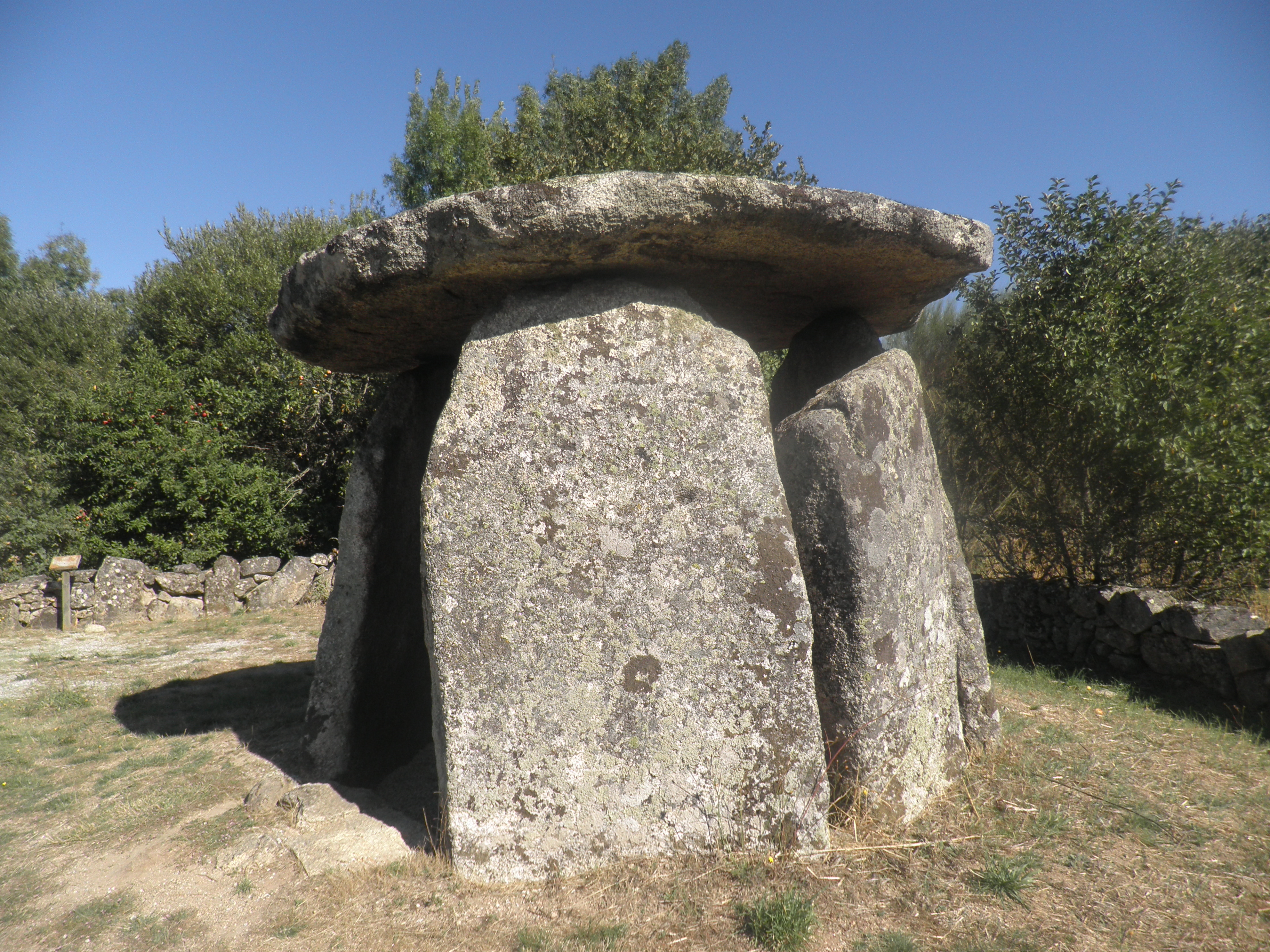
Anta de Pera do Moço

Die Anta von Pera do Moço (vor 1990 Pêra do Moço geschrieben) liegt nordöstlich der portugiesischen Gemeinde Pera do Moço in der Serra da Estrela in der Região Centro im Distrikt Guarda. Anta ist die portugiesische Bezeichnung für etwa 5000 Megalithanlagen oder Dolmen, die während des Neolithikums im Westen der Iberischen Halbinsel von den Nachfolgern der Cardial- oder Impressokultur errichtet wurden.
Die kleine Anta steht östlich direkt neben der Straße N 221 nördlich von Guarda. Erhalten sind fünf mannshohe Tragsteine der Kammer und der überstehende Deckstein, sowie ein halbierter Tragstein und Reste von Steinen des Ganges,

Anta von Pera do Moço
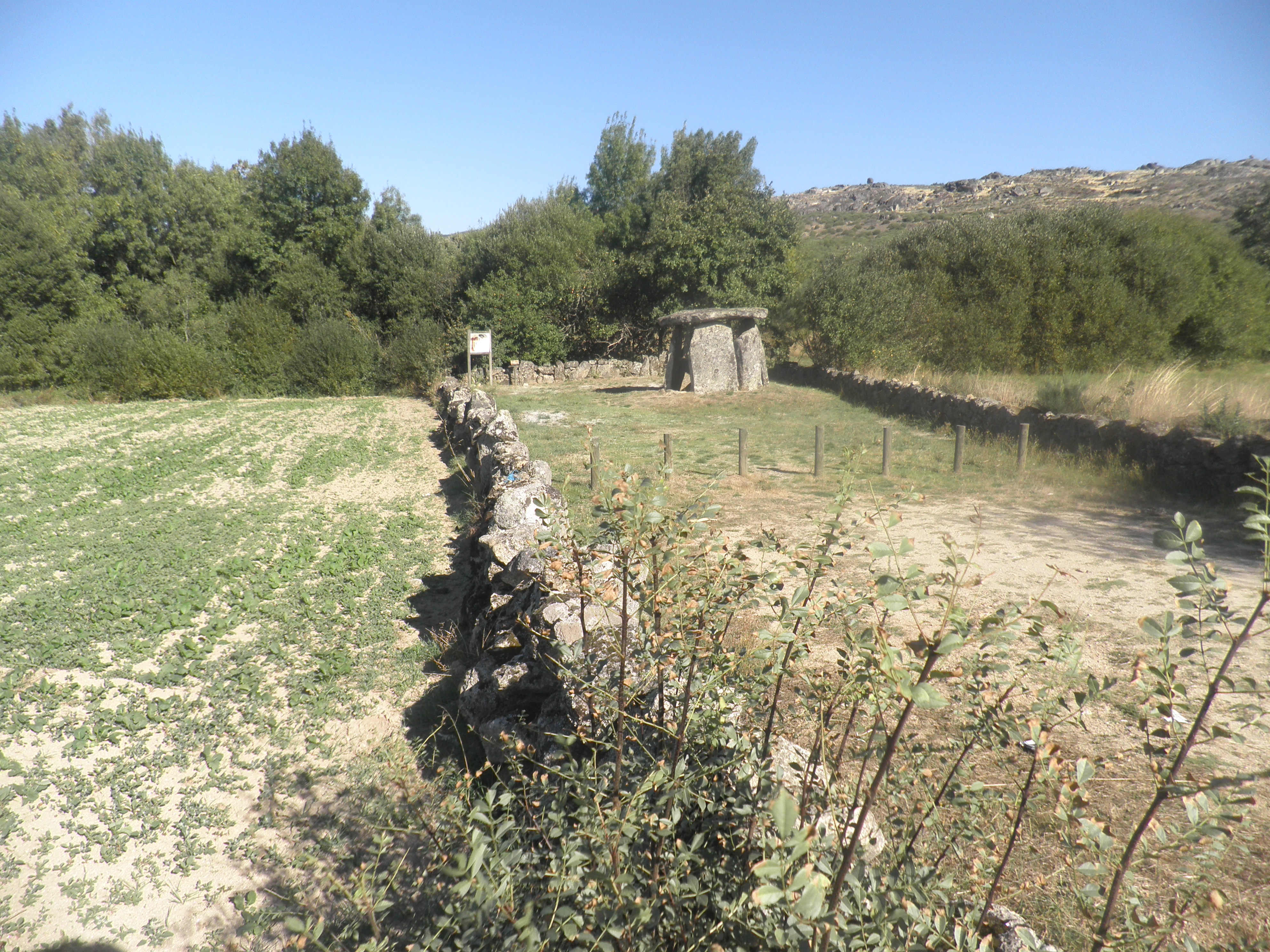
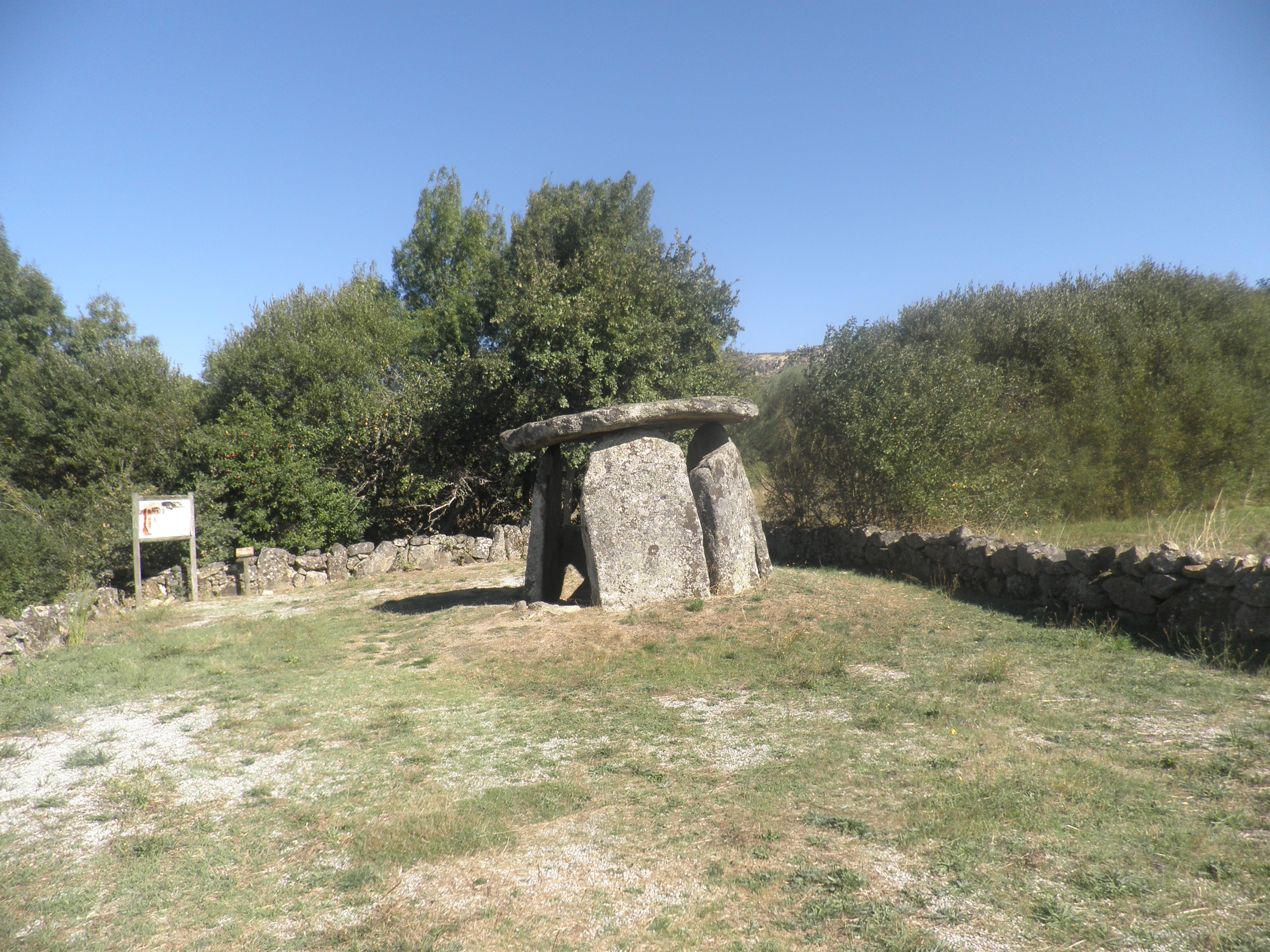
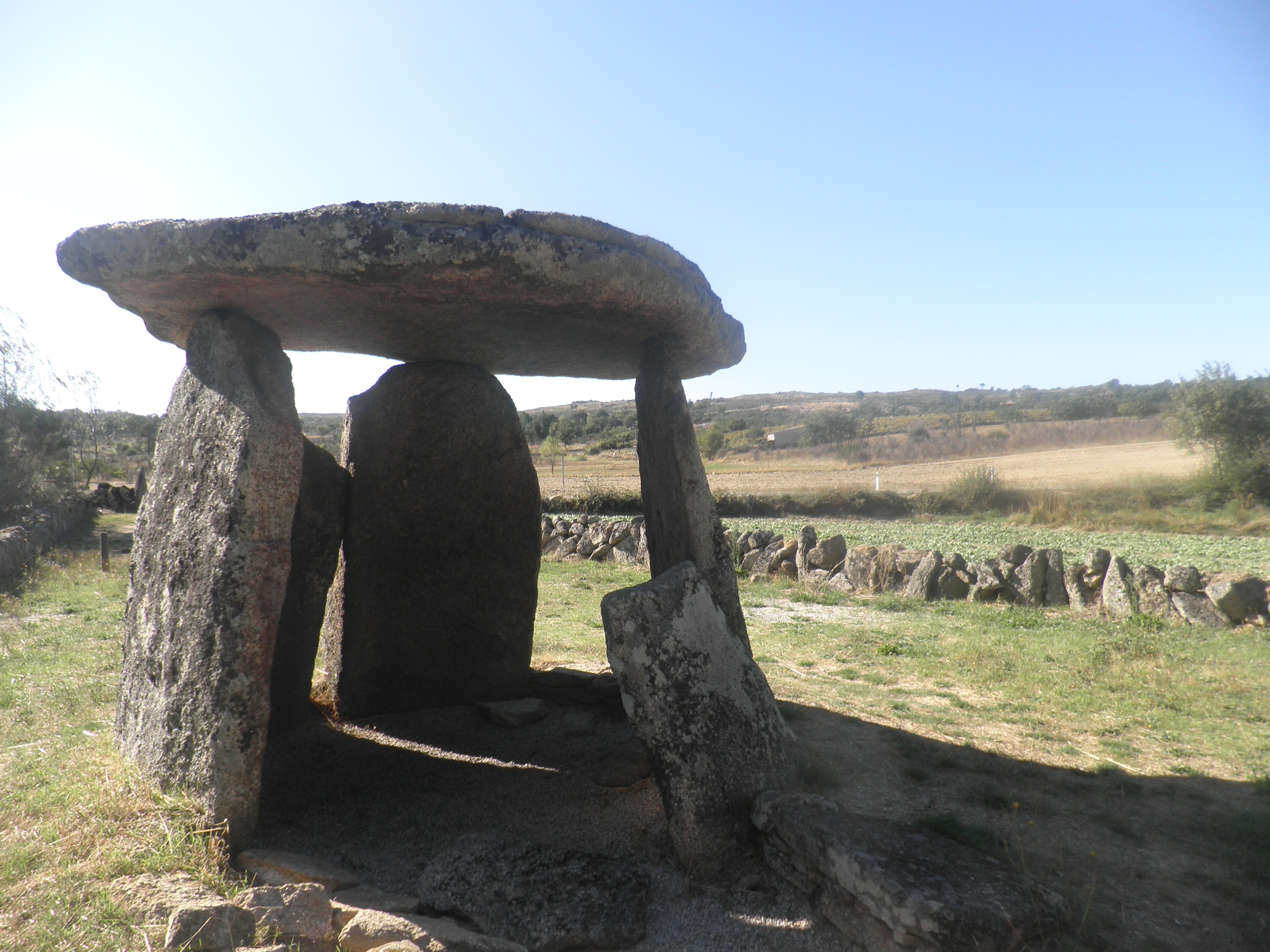
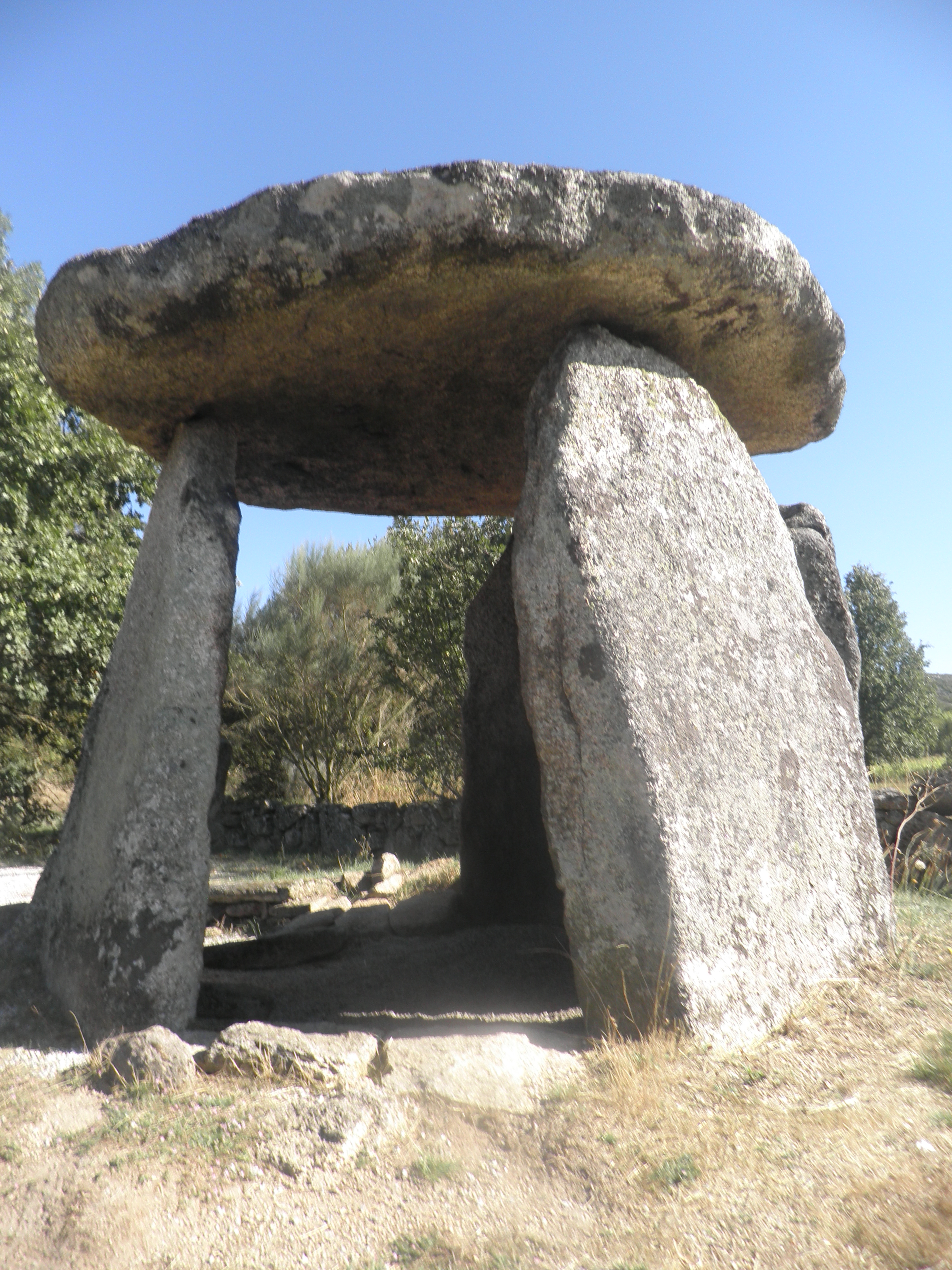